# Contrefaçon des billets de banque en euros
Depuis le lancement de la monnaie en 2002, la contrefaçon des billets de banque en euros a crû de façon considérable et rapide jusqu'en 2014, pour diminuer et se stabiliser actuellement.
Chaque année, entre 500 000 et un million de faux billets sont retirés de la circulation. Ainsi, depuis 2002, près de 6,5 millions de billets contrefaits ont été saisis (voir tableau ci-dessous).
Les billets de la nouvelle série en circulation depuis mai 2013 comportent des éléments de sécurité renforcés afin de lutter plus efficacement contre la contrefaçon.
Selon l'Office central pour la répression du faux-monnayage à la direction centrale de la police judiciaire (France), 700 000 faux billets circuleraient dans la zone euro, dont 30 à 40 % seraient émis depuis la France
Pour lutter contre la contrefaçon, la Banque centrale européenne indique que « l’Eurosystème coopère très étroitement avec Europol (qui diffuse l’information sur les saisies avant circulation des contrefaçons de billets et pièces en euros) et la Commission européenne (qui est chargée de fournir l’information sur les contrefaçons de pièces en euros). » Elle affirme également collaborer « avec Interpol et les services de police nationaux sur les questions relatives au volet répressif. » Elle précise par ailleurs que « toute personne pensant être entrée en possession d’un faux billet doit prendre contact, en indiquant de manière aussi détaillée que possible sa provenance, avec les services de police, ou la banque centrale nationale, conformément aux pratiques nationales. »
On peut noter que parmi les billets contrefaits plusieurs coupures de valeurs n'existant pas dans la réalité ont été trouvées : billets de 30 euros, de 1 000 euros, …

## Législation relative à la reproduction des billets de banque en euros
La reproduction des billets en euros est strictement encadrée. Les règles concernant la reproduction des billets de banque en euros ont été publiées au Journal officiel de l'Union européenne le 25 mars 2003. Il doit avant tout n'y avoir aucun risque de confusion entre cette reproduction et des billets authentiques.
Les conditions licites de reproduction autorisées pour tout ou partie d'un billet sont alors les suivantes :
- (a) reproduction sur une seule face d'un billet dont la taille représente plus de 125 % ou moins de 75 % de celle d'un billet authentique, ou
- (b) reproduction recto verso d'un billet dont la taille représente plus de 200 % ou moins de 50 % de celle d'un billet authentique, ou
- (c) reproductions d'éléments de design individuels tant que cet élément n'apparaît pas sur un fond ressemblant à un billet, ou
- (d) reproduction sur une seule face d'une partie de l'avers ou du revers d'un billet tant que cette partie fait moins du tiers de l'avers ou du revers original, ou
- (e) reproduction constituée d'un matériel nettement différent du papier utilisé pour les billets, ou
- (f) reproduction intangible disponible par tout moyen, en tout lieu et en tout temps, tant que (1) le mot « SPECIMEN » est imprimé en diagonale à travers la reproduction en police Arial ou une police similaire à Arial. La longueur du mot « SPECIMEN » est au moins 75 % de la longueur de la reproduction et la hauteur du mot « SPECIMEN » est au moins 15 % de la largeur de la reproduction, dans une couleur non-transparente (opaque) nettement contrastée avec la couleur dominante du billet concerné, et (2) que la résolution de la reproduction électronique dans sa taille originale ne dépasse pas 72 dpi (dots per inch, points par pouce en français).

Les reproductions ne respectant pas les critères sus-mentionnés mais qui n'entraînent aucun risque de confusion avec un billet réel sont aussi autorisées ; toutes les autres sont illicites. Toutes ces règles s'appliquent aussi bien aux billets dont la circulation est en cours et ayant cours légal qu'à ceux ayant été retirés de la circulation ou ayant perdu leur cours légal.

## Historique des prises et dissolutions de réseaux

### 2002

#### Belgique
Selon Yves Timmermans, le responsable du Centre national d'analyse des faux billets au sein de la Banque nationale de Belgique (BNB), 4 518 faux billets ont été découverts dans le pays pour un montant de 252 110 €, soit seulement un quart du nombre de faux billets (en francs belges) découverts en 2001 (20 511 billets). 80 % des fausses coupures étaient des billets de 50 €. Bien que selon le spécialiste la qualité des faux billets est plus grande qu'auparavant, il précise que « tous les faux qui sont rentrés jusqu'à présent à la BNB étaient détectables à l'œil nu ».

### 2003
En 2003, 551 287 billets contrefaits ont été retirés de la circulation.

#### Belgique
Le 12 février, la Police fédérale belge met la main sur 1 700 faux billets, principalement de 50 euros, représentant une valeur totale de 78 000 €.

### 2004

#### France
En 2004, la police française a saisi des faux billets de 10 et 20 euros pour une valeur faciale totale d'environ 1,8 million d'euros à deux laboratoires et estimait que 145 000 billets étaient déjà entrés en circulation.

### 2007
Chaque année, de 2003 à 2007, entre 500 000 et 600 000 billets contrefaits sont retirés de la circulation ; cela ne représente qu'une infime partie des 12 milliards de billets en circulation.

### 2008
En juillet 2008, la Banque centrale européenne a déclaré que le nombre de faux billets en euros était en hausse, avec une augmentation des quantités saisies supérieure à 15 % au cours des six premiers mois de 2008. La BCE précisa que la plupart de ces billets étaient des faux billets de 50 et 20 euros, mais que des billets de 200 et 500 euros de haute qualité sont également fabriqués.

#### Belgique, Pays-Bas, Europe
Selon la Banque nationale de Belgique, 8 268 faux billets ont été saisis dans le pays au cours du premier semestre 2008, soit une baisse de 17,4 %. En Europe, par contre, l'augmentation a été de 5,4 %. La hausse a atteint 25 % aux Pays-Bas.

#### Colombie
Le 29 août 2008, 11 millions de faux euros ont été saisis dans une imprimerie clandestine à Bogota, la capitale colombienne. Cette prise, la plus grosse hors d'Europe à cette date selon Europol, était constituée de billets de 200 et 500 euros de « bonne » qualité destinés à être distribués en Europe.

#### Belgique / Côte d'Ivoire
En octobre 2008, 100 000 euros de fausses coupures de 50 euros imprimées à Abidjan par des Chinois ont été délibérément libérées à Bruxelles en Belgique en seulement vingt-quatre heures. Les billets, fabriqués dans une imprimerie d'Abidjan tenue par des Chinois, étaient vendu à un prix dix fois inférieur à leur valeur nominale. L'homme qui devait mettre ces billets en circulation en Belgique a pu passer sans encombre les contrôles de l'aéroport de Bruxelles.

### 2011

#### Belgique
Selon une annonce de la Banque nationale de Belgique le 16 janvier 2012, 21 918 faux billets ont été saisis en Belgique en 2011, soit une division par deux par rapport à 2010 (43 675 billets).

#### Estonie
Le 5 janvier 2011, soit quatre jours seulement après l'adhésion de l'Estonie à la zone euro, le premier billet contrefait en euros a été découvert dans le pays : un billet de 50 euros utilisé dans un kiosque à Pärnu.

### 2012

#### France
Les 12 et 13 juin 2012, le plus grand réseau de contrefaçon de France, composé de plusieurs dizaines de personnes, est démantelé dans un petit village de Seine-et-Marne situé entre Meaux et Chelles par l'Office central pour la répression du faux monnayage (OCRFM, l'office spécialisé de la direction centrale de la police judiciaire française), et la Juridiction interrégionale spécialisée (Jirs) de Paris,. Depuis 2007, cette officine, jusqu'alors « la première de France et la deuxième d'Europe » tant en termes de volume que de qualité, aurait écoulé 350 000 faux billets de 20, 50 et 100 euros pour une valeur supérieure à 9 millions d'euros,,,,. Les billets, considérés comme étant de bonne qualité, étaient émis à 90 % sur le territoire français, le reste l'étant dans les zones frontalières des pays riverains, et étaient distribués par des gens de la communauté du voyage,,,. Chaque année, 30 à 40 officines seraient démantelées en France,. Cette dernière serait ainsi le deuxième pays le plus touché par le faux-monnayage après l'Italie, mais la Bulgarie, la Lituanie et la Pologne en produisent également,.

### 2013

#### Fin avril, Allemagne
Fin avril, dans la ville de Dülmen (Rhénanie-du-Nord-Westphalie), un homme a payé ses courses avec un billet de 30 euros, dénomination qui n'existe pas, et on lui a même rendu la monnaie. Cependant, après que la caissière du supermarché s'est aperçu que le billet était faux, l'homme a été interpellé par la police locale. Il a déclaré ne pas s'être rendu compte que le billet était faux (l'imitation se base sur le billet de 20 euros dont les « 2 » sont simplement remplacés par des « 3 ») et a affirmé avoir trouvé le billet par terre au cours d'une promenade au bord d'un lac,. La fausse coupure a été saisie.

#### 1ermai, France
Le 1er mai 2013, quatre Polonais, déjà connu des services de police de la région parisienne, ont été arrêtés à Digne-les-Bains (Alpes-de-Haute-Provence) pour avoir tenté d'écouler des fausses coupures de 50 et 100 euros. Entre 20 et 30 000 euros de liasses ont été retrouvées dans leur véhicule ainsi que plusieurs paquets probablement déjà achetés avec de tels billets. Il s'agit de la plus grosse saisie de billets contrefaits effectuée dans le département.

### 2014

#### 26 novembre, Italie
Le 26 novembre 2014, la police italienne, en coopération avec l’agence européenne Europol, a démantelé un énorme réseau de fausse monnaie qui sévissait à Naples. Après deux ans d'une enquête coordonnée par le parquet de Naples, des mandats d'arrêt ont été émis pour 56 personnes de l'auto-nommé "groupe de Naples". 29 d’entre eux au moins ont été arrêtés. 5500 billets, pour une valeur d'un million de (faux) euros, ont été saisis lors des arrestations. Selon le journal italien La Repubblica, le réseau à la tête duquel se trouvaient ces faussaires serait à l'origine de 80 à 90 % de la fausse monnaie en circulation en Europe et en Afrique du Nord : France, Espagne, Allemagne, Roumanie, Bulgarie, Albanie, Sénégal, Maroc, Tunisie et Algérie. Le "groupe de Naples" avait même réussi à mettre en circulation en Allemagne un billet de 300 euros alors qu'aucun billet de cette valeur n'existe, fait cependant non confirmé par un porte-parole d'Europol. Les faux-monnayeurs commençaient par ailleurs à se diversifier dans la production de faux dollars et de faux billets de loterie.
Le groupe était divisé en dix branches, chacune spécialisée dans une étape de production de la fausse monnaie, certaines installées en Europe de l’Est, d'autres en Colombie. Le laboratoire chargé de produire les fausses pièces était installé près de Rome. Selon le procureur de Naples Giovanni Colangelo, aucun élément ne permet de dire que la Camorra, la mafia napolitaine, est impliquée dans cette affaire.

### 2015

#### 1ermai, France
,

### 2020
En 2020, le nombre de faux billets a atteint l'un de ses niveaux les plus bas. Entre 2019 et 2020, le nombre de faux billets en circulation a baissé de 17,7%.

## Tableau récapitulatif
Ici sont présentés les statistiques fournies par la Banque centrale européenne dans ses notes d’information semestrielle sur la contrefaçon des billets en euros.
| Semestre | Nombre de billets retirés de la circulation | Variation par rapport au semestre précédent         | Proportion (et nombre total moyen de billets en circulation) | 5 €   | 10 €  | 20 €   | 50 €   | 100 €  | 200 € | 500 € | % dans la zone euro | % dans l'UE hors zone euro | % dans le reste du monde | Référence |
| -------- | ------------------------------------------- | --------------------------------------------------- | ------------------------------------------------------------ | ----- | ----- | ------ | ------ | ------ | ----- | ----- | ------------------- | -------------------------- | ------------------------ | --------- |
| S1 2002  |                                             |                                                     |                                                              |       |       |        |        |        |       |       |                     |                            |                          |           |
| S2 2002  |                                             |                                                     |                                                              |       |       |        |        |        |       |       |                     |                            |                          |           |
| S1 2003  |                                             |                                                     |                                                              |       |       |        |        |        |       |       |                     |                            |                          |           |
| S2 2003  |                                             |                                                     |                                                              |       |       |        |        |        |       |       |                     |                            |                          |           |
| S1 2004  |                                             |                                                     |                                                              |       |       |        |        |        |       |       |                     |                            |                          |           |
| S2 2004  |                                             |                                                     |                                                              |       |       |        |        |        |       |       |                     |                            |                          |           |
| S1 2005  |                                             |                                                     |                                                              |       |       |        |        |        |       |       |                     |                            |                          | [ CF 1 ]  |
| S2 2005  |                                             |                                                     |                                                              |       |       |        |        |        |       |       |                     |                            |                          | [ CF 1 ]  |
| S1 2006  |                                             |                                                     |                                                              |       |       |        |        |        |       |       |                     |                            |                          | [ CF 1 ]  |
| S2 2006  | 265 000                                     | ?                                                   | ~ 1 / 40 000 (10,6 mds)                                      | 1 %   | 3 %   | 36 %   | 31 %   | 24 %   | 3 %   | 2 %   | 98 %                | 1 %                        | 1 %                      | [ CF 2 ]  |
| S1 2007  | 265 000                                     | ± 0 %                                               | ~ 1 / 41 500 (11 mds)                                        | 1 %   | 3 %   | 15 %   | 50 %   | 20 %   | 10 %  | 1 %   | 97 %                | ~3 %                       | « très petit nombre »    | [ CF 3 ]  |
| S2 2007  | 296 000                                     | + 12 %                                              | ~ 1 / 38 500 (11,4 mds)                                      | 0,5 % | 2,5 % | 27,5 % | 38 %   | 22 %   | 9 %   | 0,5 % | 96 %                | 3,5 %                      | 0,5 %                    | [ CF 4 ]  |
| S1 2008  | 312 000                                     | + 5,4 %                                             | ~ 1 / 36 800 (11,5 mds)                                      | 0,5 % | 2,0 % | 33,0 % | 36,0 % | 21,5 % | 6,5 % | 0,5 % | 98 %                | 0,5 %                      | 1,5 %                    | [ CF 5 ]  |
| S2 2008  | 354 000                                     | + 13 %                                              | < 1 / 33 800 (> 12 mds)                                      | 0,5 % | 1,5 % | 43,0 % | 34,0 % | 17,5 % | 3,5 % | 0,0 % | 98 %                | 1 %                        | 1 %                      | [ CF 6 ]  |
| S1 2009  | 413 000                                     | + 17 %                                              | ~ 1 / 30 000 (12,5 mds)                                      | 0,5 % | 1,0 % | 48,5 % | 34,0 % | 13,5 % | 2,0 % | 0,5 % | > 98 %              | 1 %                        | < 0,5 %                  | [ CF 7 ]  |
| S2 2009  | 447 000                                     | + 8 %                                               | ~ 1 / 28 600 (12,8 mds)                                      | 0,5 % | 1,0 % | 47,0 % | 39,0 % | 11,0 % | 1,0 % | 0,5 % | > 98 %              | 1 %                        | < 0,5 %                  | [ CF 8 ]  |
| S1 2010  | 387 000                                     | - 13 %                                              | ~ 1 / 34 100 (13,2 mds)                                      | 0,5 % | 1,5 % | 41,5 % | 42,5 % | 12 %   | 1,5 % | 0,5 % | > 98 %              | 1 %                        | < 0,5 %                  | [ CF 9 ]  |
| S2 2010  | 364 102                                     | - 5,9 %                                             | ~ 1 / 37 300 (13,6 mds)                                      | 0,5 % | 1,5 % | 38,0 % | 43,5 % | 13,5 % | 1,5 % | 1,5 % | 97,0 %              | 1,5 %                      | 1,5 %                    | [ CF 10 ] |
| S1 2011  | 295 553                                     | - 18,8 %                                            | ~ 1 / 46 600 (13,8 mds)                                      | 0,5 % | 1,5 % | 43,0 % | 36,0 % | 16,0 % | 2,5 % | 0,5 % | 98,0 %              | 1,5 %                      | 0,5 %                    | [ CF 11 ] |
| S2 2011  | 310 000                                     | + 4,7 % (2011 : - 19,3 % p. r. à 2010)              | ~ 1 / 46 400 (14,4 mds)                                      | 0,5 % | 1,0 % | 47,5 % | 32,5 % | 16,0 % | 2,0 % | 0,5 % | 97,5 %              | 2,0 %                      | 0,5 %                    | [ CF 12 ] |
| S1 2012  | 251 000                                     | - 19 % (- 15,2 % p. r. au S1 2011)                  | ~ 1 / 58 100 (14,6 mds)                                      | 0,5 % | 2,5 % | 42,5 % | 34,5 % | 17,0 % | 2,5 % | 0,5 % | 97,5 %              | 2 %                        | 0,5 %                    | [ CF 13 ] |
| S2 2012  | 280 000                                     | + 11,6 % (2012 : - 12,4 % p. r. à 2011)             | ~ 1 / 53 200 (14,9 mds)                                      | 0,5 % | 1,5 % | 42,5 % | 40,0 % | 13,0 % | 2,0 % | 0,5 % | 97,5 %              | 2,0 %                      | 0,5 %                    | [ CF 14 ] |
| S1 2013  | 317 000                                     | + 26,3 % p. r. au S1 2012 + 13,2 % p. r. au S2 2012 | ~ 1 / 47 600 (15,1 mds)                                      | 0,3 % | 2,6 % | 38,0 % | 44,1 % | 12,4 % | 2,0 % | 0,6 % | 98,5 %              | 1,2 %                      | 0,3 %                    | [ CF 15 ] |
| S2 2013  |                                             |                                                     |                                                              |       |       |        |        |        |       |       |                     |                            |                          |           |
| S1 2014  |                                             |                                                     |                                                              |       |       |        |        |        |       |       |                     |                            |                          |           |
| S2 2014  | 507 000                                     |                                                     |                                                              |       |       |        |        |        |       |       |                     |                            |                          |           |
| S1 2015  | 454 000                                     |                                                     |                                                              |       |       |        |        |        |       |       |                     |                            |                          |           |
| S2 2015  | 445 000                                     |                                                     |                                                              |       |       |        |        |        |       |       |                     |                            |                          |           |
| S1 2016  | 331 000                                     |                                                     |                                                              |       |       |        |        |        |       |       |                     |                            |                          |           |
| S2 2016  | 353 000                                     |                                                     |                                                              |       |       |        |        |        |       |       |                     |                            |                          |           |
| S1 2017  | 331 000                                     |                                                     |                                                              |       |       |        |        |        |       |       |                     |                            |                          |           |
| S2 2017  | 363 000                                     |                                                     |                                                              | 1,0 % | 1,8 % | 35,2 % | 52,5 % | 6,5 %  | 0,8 % | 2,2 % | 97,8 %              | 1,7 %                      | 0,5 %                    |           |

## Sources
- Cet article est partiellement ou en totalité issu de l'article intitulé « Billets de banque en euros#Contrefaçon » (voir la liste des auteurs).